# 7e division d'infanterie (Royaume-Uni)
Pour les articles homonymes, voir 7e division.
La 7e division d'infanterie est créée par Arthur Wellesley, 1er duc de Wellington, dans le cadre de l'armée anglo-portugaise. Elle participe aux combats lors de la Guerre d'indépendance espagnole. Elle participe ensuite à la Première Guerre mondiale où elle commence le conflit sur le front de l'ouest avant de le finir sur le front italien. Elle est présente en Palestine et en Égypte en 1938, la division est renommée en 6e division en 1939.

## Chefs de Corps
- 1902 - 1906 : lieutenant-général Sir Gerald Morton
- 1906 - 1907 : major-général Herbert Plumer
- 1914 - 1915 : major-général Thompson Capper
- avril - juillet 1915 : major-général Hubert Gough
- juillet - septembre 1915 : major-général Sir Thompson Capper
- 1915 - 1917 : major-général Herbert Watts
- janvier - avril 1917 : major-général George Barrow
- 1917 - 1919 : major-général Herbert Shoubridge
- 1938 - 1939 : major-général Richard O'Connor

## Guerres napoléoniennes

### Composition
Commandant major-général Hope.
1re brigade : commandant Colonel Colin Halkett
- 1er Light Bataillon, King's German Legion (jusqu'en décembre 1812)
- 2e Light Bataillon, King's German Legion (jusqu'en décembre 1812)
- 1/6e (1er Warwickshire) Regiment of Foot (à partir de novembre 1812)
- 3e Provisional Bataillon (2/24th and 2/58th Regiments of Foot) (à partir de décembre 1812)
- 7 Coys, Brunswick-Oels.

2e brigade : commandant major-général de Bernewitz
- 51e (2e Yorkshire West Riding) Régiment à pied (infanterie légère)
- 68e (Durham) Régiment à pied (infanterie légère) (à partir de juillet 1811)
- 1/82e Régiment à pied (Prince of Wales's Volunteers) (à partir de novembre 1813)
- 85e (Bucks Volunteers) Régiment à pied (infanterie légère) (jusqu'en octobre 1811)
- Chasseurs Britanniques

brigade portugaise : commandant Colonel Collins
- 1/7e régiment de ligne portugais
- 2/7e régiment de ligne portugais
- 1/19e régiment de ligne portugais
- 2/19e régiment de ligne portugais
- 2e Caçadores

## Première Guerre mondiale

### Historique

#### 1914
La 7e division d'infanterie est reformée au cours du mois de septembre 1914, elle est formée de bataillons de l'armée régulière provenant des différentes garnisons de l'Empire britannique. Contrairement aux six premières divisions régulières du BEF, dont un tiers des forces est composé de réservistes, la 7e division est entièrement composée de soldats en service actif. La division est ensuite envoyée au début octobre 1914 en Belgique initialement pour participer à la défense de Anvers. À la suite de la reddition de la ville, la division protège des lignes de communication pour permettre la retraite de l'armée belge. Une fois le repli belge réalisé, la division est ensuite déployée dans la région de Ypres. Elle participe à la Première bataille d'Ypres, puis à la bataille de Givenchy.

#### 1915
- Bataille de Neuve-Chapelle
- Bataille de la crête d'Aubers
- Bataille de Festubert
- Bataille de Loos

La division participe à l'attaque en direction de la route entre Vermelles et Hulluch. Elle subit les effets des gaz britanniques qui ne s'est pas propagé correctement. La 7e division pénètre dans les deux premières lignes allemandes mais ne peut franchir la dernière les effectifs étant trop réduits. Au cours de ces combats, le commandant de la division, le major-général Thompson Capper, est blessé et meurt de ses blessures.

#### 1916
- Bataille d'Albert
- Bataille de la crête de Bazentin, attaque de High wood
- Bataille du bois Delville
- Bataille de Guillemont
- Bataille des hauteurs de l'Ancre

#### 1917 -1918
Après la lourde défaite italienne de Caporetto, les Alliés décident d'envoyer des troupes en renfort pour soutenir les troupes italiennes. La 7e division fait partie des cinq unités britanniques (5e, 23e, 41e et 48e divisions) envoyées en Italie. Un important travail de défense est réalisé dans la zone montagneuse de la Brenta. La 7e division est ensuite déplacée sur la ligne de la Piave à partir de janvier 1918. En octobre 1918, la 7e division franchit la Piave lors de la bataille victorieuse de Vittoria Veneto.

### Composition
20e Brigade :
- 2e Bataillon, the Border Regiment
- 2e Bataillon, the Gordon Highlanders
- 1er Bataillon, the Grenadier Guards (transféré à la 3e brigade de la garde en août 1915)
- 2e Bataillon, the Scots Guards (transféré à la 3e brigade de la garde en août 1915)
- 1/6e (Banff and Donside) Bataillon, the Gordon Highlanders (jusqu'en janvier 1916)
- 8e (Service) Bataillon, the Devonshire Regiment (à partir de mai 1915)
- 9e (Service) Bataillon, the Devonshire Regiment (à partir d'août 1915)

Les bataillons de la garde sont transférés en août 1915, lors de la formation de la division de la garde.
21e brigade :
- 2e Bataillon, The Bedfordshire Regiment
- 2e Bataillon, Alexandra, Princess of Wales's Own (Yorkshire Regiment)
- 2e Bataillon, the Royal Scots Fusiliers
- 2e Bataillon, The Duke of Edinburgh's (Wiltshire Regiment)
- 1/4e Bataillon, The Queen's Own Cameron Highlanders (d'avril 1915 à janvier 1916 à la 91e brigade)

La brigade est transférée à la 30e division le 19 décembre 1915 contre la 91e brigade.
22e brigade :
- 1er Bataillon, the Royal Welch Fusiliers
- 2e Bataillon, the Royal Warwickshire Regiment
- 1/8e Bataillon, the Royal Scots (Lothian Regiment) (jusqu'en août 1915)
- 1/7e Bataillon, the King's (Liverpool Regiment) (de novembre 1915 à janvier 1916)
- 2e Bataillon, the Queen's (Royal West Surrey Regiment) (à la 91e brigade à partir de décembre 1915)
- 1er Bataillon, the South Staffordshire Regiment (à la 91e brigade à partir de décembre 1915)
- 20e (Service) Bataillon (5e City), the Manchester Regiment (à partir de décembre 1915)
- 24e (Service) Bataillon (Oldham), the Manchester Regiment (de décembre 1915 à mai 1916)
- 2e Bataillon, the Royal Irish Regiment (de mai 1916 à octobre 1916)
- 2/1er Bataillon, the Honourable Artillery Company (à partir d'octobre 1916)

91e brigade :
- 2e Bataillon, the Queen's (Royal West Surrey Regiment) (provenant de la 22e brigade à partir de décembre 1915)
- 1er Bataillon, the South Staffordshire Regiment (provenant de la 22e brigade à partir de décembre 1915)
- 21e (Service) Bataillon (6e City), the Manchester Regiment
- 22e (Service) Bataillon (7e City), the Manchester Regiment
- 1/4e Bataillon, the Queen's Own Cameron Highlanders (en provenance de la 21e brigade, d'avril 1915 à janvier 1916)

La 91e brigade est mutée de la 30e division en décembre 1915 en remplacement de la 21e brigade. Plusieurs bataillons des autres brigades de la 7e division sont intégrés à cette brigade lors de la transition.
Artillerie divisionnaire :
- 14e brigade de la Royal Horse Artillery, elle devient la 14e brigade de l'armée, RHA le 10 février 1917

Batterie C, R.H.A. à partir du 19 octobre 1914
Batterie F, R.H.A.
Batterie T, R.H.A. à partir du 21 décembre 1914
57e Batterie (H), R.F.A. du 27 novembre 1914 au 2 mars 1915
Batterie D (H), R.F.A. à partir du 17 mai 1916
509e Batterie (H), R.F.A. du 7 octobre 1916 au 13 février 1917
Colonne de munition de la 14e brigade de la R.H.A.
- 22e Brigade, Royal Field Artillery (en)
- 35e Brigade, Royal Field Artillery

## Seconde Guerre mondiale
Du 29 septembre 1938 au 3 novembre 1939, Richard O'Connor est le gouverneur militaire de Jérusalem et le commandant de la 7e division d'infanterie cantonnée en Palestine et en Égypte. Lors de sa prise de fonction le 4 octobre 1938, O'Connor commande une division incomplète, la 19e brigade d'infanterie est également intégrée à la nouvelle formation.
Le Times indique le 19 octobre 1938 qu'« Il y a assez d'infanterie pour former… deux divisions (l'autre devant être la 8e division d'infanterie). Les 14e, 16e, 17e et 19e brigades, la brigade indienne, une brigade de la force territoriale et la brigade de Malte composent la division. Une brigade montée doit également être incorporée dans cette formation ».
La 7e division comprend la brigade du Caire qui deviendra la 29e brigade d'infanterie le 20 septembre 1939. La 7e division est renommée 6e division d'infanterie, le 3 novembre 1939.